# Lorensotte
Lorensotte es una localidad de Trinidad y Tobago, que forma parte de la región de Siparia.

## Geografía
La localidad abarca parte de la isla Trinidad y limita al norte con Rancho Quemado y Palo Seco, al sur con el canal de Colón, al este con Palo Seco y Beach Camp y al oeste con Rancho Quemado.

## Demografía
Datos demográficos de la localidad de Lorensotte:
| Gráfica de evolución demográfica de Lorensotte entre 2000 y 2011 |
|                                                                  |